# Luís Fabiano
Luís Fabiano Clemente známý jako Luís Fabiano (* 8. listopad 1980, Campinas) je bývalý brazilský fotbalový reprezentant.

## Úspěchy

### Klubové
- FC Porto
  - 1× vítěz Interkontinentálního poháru (2004)

- FC Sevilla
  - 2× vítěz španělského poháru (2007, 2010)
  - 1× vítěz španělského superpoháru (2007)
  - 2× vítěz Poháru UEFA (2005/06, 20065/07)
  - 1× vítěz evropského superpoháru (2006)

- São Paulo FC
  - 1× vítěz Copa Sudamericana (2012)

### Reprezentační
- 1× vítěz Copa América (2004)
- 1× vítěz Konfederačního poháru (2009)

### Individuální
- 1× nejlepší střelec poháru osvoboditelů (2004)
- 1× nejlepší střelec španělského poháru (2009)
- 1× nejlepší střelec Konfederačního poháru FIFA (2009)